# Einsatz (Einsatzorganisationen)

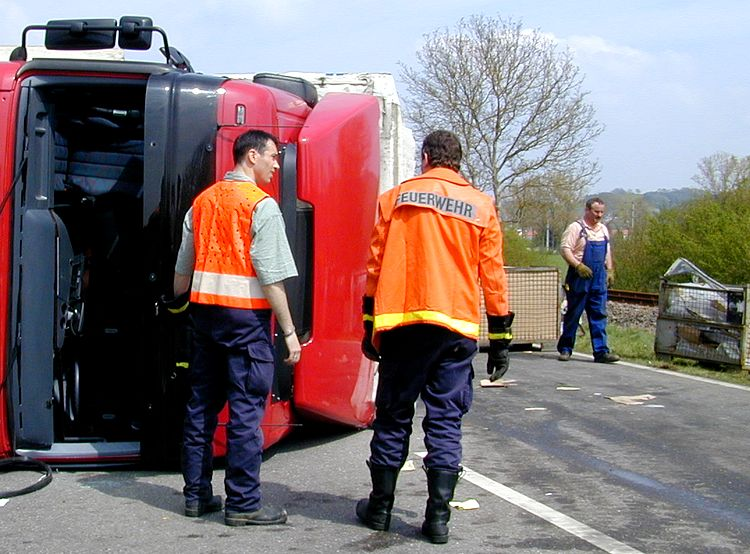
Einsatz der Freiwilligen Feuerwehr nach einem schweren Lkw-Unfall, bei dem die Ladung auf einer Bundesstraße verteilt wurde

Unter Einsatz versteht man im Sicherheitswesen die aufgabengemäße Tätigkeit der Einsatzorganisationen. Der Begriff umfasst sowohl die Bereiche Äußere Sicherheit wie Innere Sicherheit, als auch Katastrophenschutz, humanitäre Hilfe und ähnliches. Als Einsatzkraft bezeichnet man einen Angehörigen der Behörden und Organisationen mit Sicherheitsaufgaben und sonstige, herangezogene Personen. Alle eingesetzten Kräfte am Einsatzort unterstehen der Einsatzleitung.

## Zum Begriff
Einsatz, englisch operation, mission definiert sich etwa als „durch Auftrag oder eigenen Entschluss ausgelöste und der Gefahrenabwehr oder Schadensbekämpfung dienende Tätigkeit von Kräften aus jenen Behörden, Einsatzorganisationen oder Einrichtungen, die aufgrund gesetzlicher Bestimmungen dazu berufen sind.“
Einsätze können durch Ausrücken nach Alarmierungen oder als Prävention erfolgen, zugrunde liegt ein – wie auch immer gearteter – Auftrag. Die Einsatzkräfte müssen eine bestimmte Stärke aufweisen, um den Einsatz erfolgreich durchführen zu können. Einsätze finden im Außendienst statt, hierbei wird entsprechendes Gerät mitgeführt, oder im Innendienst, etwa in Koordinierungsleitstellen. Die Örtlichkeit, an der ein Einsatz stattfindet, wird Einsatzstelle oder auch Ereignisort genannt.

## Einsatzstelle und Einsatzabschnitte

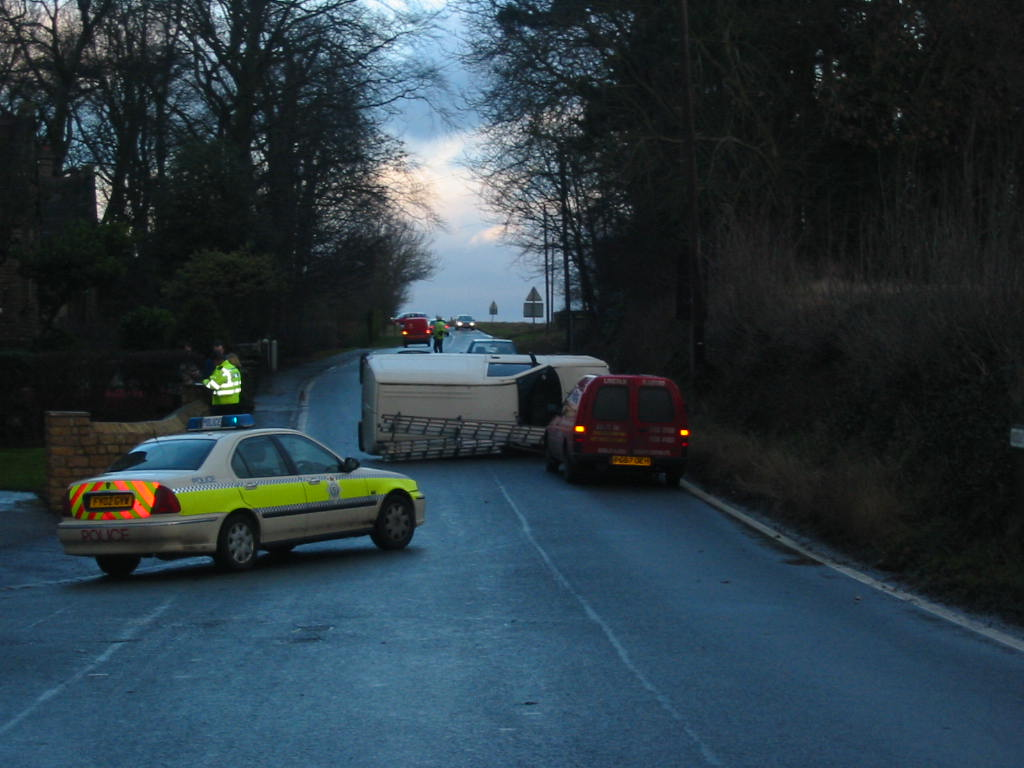
Einsatzstelle eines Verkehrsunfalls

Unter einer Einsatzstelle versteht man den Ort, an dem die Behörden und Organisationen mit Sicherheitsaufgaben als solche oder eine konkrete Einsatzkraft eingesetzt wird. Die Einsatzstelle wird teilweise auch Einsatzort, Ereignisort, Schadensort oder Unfallort genannt. Der schweizerische Begriff Schadenplatz ist davon zu unterscheiden.
Bei größeren Einsätzen wird das Gebiet nach Fachdiensten oder räumlichen Aspekten in Einsatzabschnitte gegliedert. Diese Unterteilung nimmt die Einsatzleitung nach taktischen Gesichtspunkten vor. Damit verbunden ist die Schaffung von untergeordneten Führungsstrukturen (Einsatzabschnittsleitung). Je nachdem kann die Einsatzstelle in verschiedene Gefahrenbereiche, Bereitstellungsräume, Frontabschnitte usw. eingeteilt werden. Auch spezielle Einrichtungen zur Einsatzbewältigung wie Bereitstellungsraum, Atemschutz- und Körperschutzsammelplatz, Dekontaminationsplatz und Behandlungsplatz können eigene Abschnitte darstellen. An Einsatzstellen gelten gegebenenfalls besondere Dienstvorschriften und Richtlinien.

## Notfalleinsatz
Eine Situation wird zum Einsatz, wenn ein objektiver oder subjektiver Notfall für Menschen, Tiere oder Sachwerte besteht und dieser nicht selbst bewältigt werden kann. Eine Notsituation ohne fremde Hilfe ist noch kein Einsatz, aber eine Situation, die keine Dringlichkeit im Sinne eines Notfalls hat, ist trotzdem ein Einsatz.
Die Behörden und Organisationen mit Sicherheitsaufgaben wie die Polizei, Feuerwehr und Hilfsorganisationen werden so in Einsätzen tätig, wenn die medizinische, technische oder öffentliche Sicherheit gefährdet ist. Diese Organisationen halten aufgrund der Dringlichkeit dieser Lagen Verfahren vor, die einen Notfalleinsatz organisatorisch, personell und technische beherrschbar machen.
Dazu gehören neben der Alarmierung und dem technischen Gerät auch gesellschaftliche Regelungen wie das Ehrenamt oder juristisch das Sonder- und Wegerecht. In der Regel ist auch die Rückkehr zum Ausrückeort oder in die Einsatzzentrale (z. B. bei Unterbesetzung) ein Einsatz (bzw. gehört zum Einsatz), wenn dies zur Wiederherstellung der Einsatzbereitschaft führt. Bei entsprechender Dringlichkeit und Notwendigkeit kann dies ebenfalls ein Notfalleinsatz sein.